# 富田浜
富田浜（とみだはま）は、徳島県徳島市の町名。東富田地区に属している。富田浜1丁目から富田浜4丁目まである。郵便番号は〒770-0931。

## 人口
2011年6月。徳島市の調査より。
|       | 世帯数 | 人口 |
| ----- | ------ | ---- |
| 1丁目 | 64     | 128  |
| 2丁目 | 15     | 029  |
| 3丁目 | 04     | 010  |
| 4丁目 | 01     | 001  |
| 計    | 84     | 168  |

## 地理
徳島市の中央部、都心地域（中心市街地）南部の東富田地区北縁に位置する。西に流れる新町川の南岸で東西に伸び、川沿いの通りの南側（一部で両側）に広がる。
西から1～4丁目。この丁番は、南の仲之町 (徳島市)・南仲之町の1～4丁目と東西の位置が揃っている。
北は西流する新町川に面し、対岸の南内町と、町内ないしすぐ傍の橋で結ばれる。南は仲之町の商店街に接す。南北は一部を除き、平行する裏通が町境となっている。南からは、南北に伸びる伊月町（富田浜1・2丁目間）・富田橋（富田浜2・3丁目間）も伸びている。富田橋との町境は込み入っているが、おそらく富田橋は途切れずに富田浜2丁目と3丁目を分断して新町川まで達している。
東端では、南北に走るJR牟岐線が町境である。道はアンダーパスで線路の下をくぐり国道55号と十字路をなす。西は両国橋公園を隔てて両国橋に接する。

### 地形
- 河川：新町川

## 歴史
江戸時代には武家町で、富田浜側あるいは単に浜側と呼ばれた。東端から富田東御屋敷・西御屋敷・中老蜂須賀伊豆の屋敷などが並んだ。中央で渡場通（現 富田橋通り）が南から丁字路で接続して、現在の富田橋の位置から新町川に渡し舟が出ていた。
1889年の徳島市市制施行前は、名東郡富田浦町だった。市制により徳島市の大字となった。
1885年、県立徳島中学校（徳中、現 徳島県立城南高等学校）が現在の市役所の位置から西御屋敷跡に移転して来た。東隣の東御屋敷跡は徳中の運動場となった。
徳中西隣の蜂須賀伊豆屋敷跡は県公会堂となり、のちに徳島公園内に移築され、武徳殿（のちの旧武道館）となった。跡地は県庁となった（現在の県庁所在地とは異なる）。
もとは富田のちに富田浦町（江戸時代には富田、明治初期までに名東郡富田浦町、1889年の徳島市市制から徳島市の大字の富田浦町）の一部だったが、1941年に独立した町となった。町名の由来は、富田北東部が新町川の川沿いに面したことによる。1942年に船場町の一部を編入。1975年に両国橋の一部を編入。
1945年7月4日の徳島大空襲では、著しい戦火を受けた。

## 施設

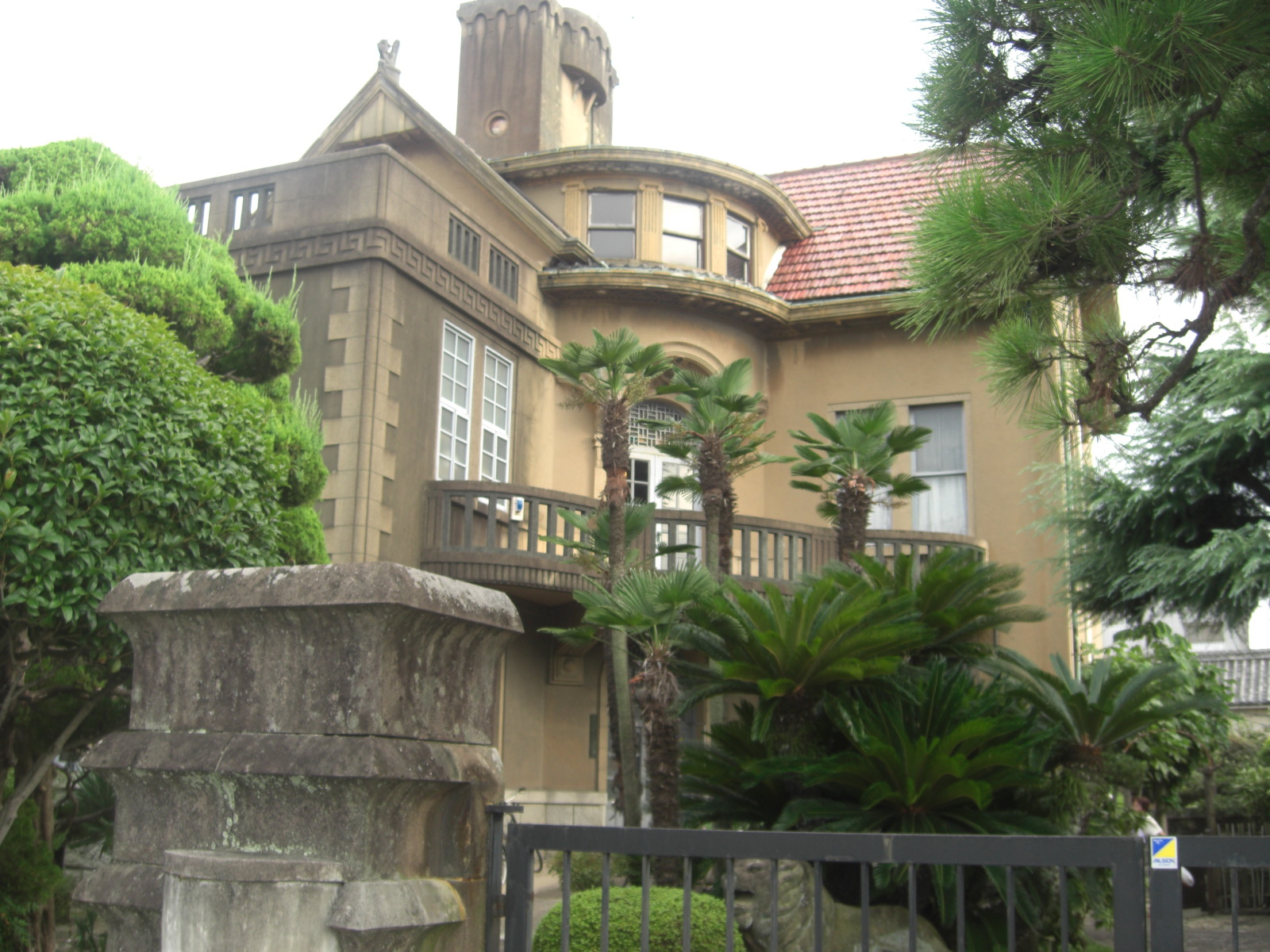
三河家住宅

- 史跡・観光
  - 三河家住宅
- 学校
  - 和晃編物ファッションビジネス専門学校
- 企業
  - 徳島大正銀行
- 公共施設
  - 徳島県建設センター
- 宗教施設
  - 浄土真宗本願寺派徳島教室

## 交通
町内に国道・県道・鉄道・バス停なし。

### 橋梁
| 橋     | 河川   | 富田浜側 | 対岸   | 道路 | 備考                       |
| ------ | ------ | -------- | ------ | ---- | -------------------------- |
|        | 新町川 | 1丁目    | 南内町 |      | 閉鎖中の歩行者専用水道橋。 |
| 富田橋 | 新町川 | 2丁目    | 南内町 |      | 富田浜に位置するか不明瞭。 |